# Margarethe von Trotta
Margarethe von Trotta (født 21. februar 1942 i Berlin) er en tysk filminstruktør.
Hun indledte sin filmkarriere i 1967 som skuespiller, og arbejdede som manuskriptforfatter fra 1971. Hun debuterede som instruktør i samarbejde med ægtemanden Volker Schlöndorff med Die verlorene Ehre der Katharina Blum (Katharina Blums tabte ære, 1975) efter Heinrich Bölls roman. Filmen blev godt modtaget, og var med til skabe interesse for tysk film internationalt. I årene som fulgte instruerede hun en serie psykologiserende film hvor kvindeskæbner sættes op mod hinanden og mod den tyske samtid, bl.a. Heller Wahn (1982) som skildrer venskabet mellem en stærk og en afhængig kvinde. I Rosa Luxemburg (1985) havde en intens Barbara Sukowa rollen som den kendte politiske aktivist.